# Николаева, Людмила Ивановна
Людмила Ивановна Николаева (род. 13 апреля 1960, село Волынь, Рязанская область) — российская певица,
народная артистка России (2002), художественный руководитель ансамбля «Русская Душа».

## Биография
Родилась в семье гармониста Ивана Николаевича Березина и Антонины Васильевны Сергеевой. К 5 годам Николаева не только пела, но и сама освоила гармонь. После школы поступила в Государственный рязанский русский народный хор под руководством Евгения Попова.
Поступила в училище им. Ипполитова — Иванова, где обучалась вокалу у Николая Тарасенко. Обстоятельства заставили её уйти с факультета и перевестись на дирижёрско-хоровое отделение. Однажды в Рязань приехала Людмила Зыкина, и Николаева удачно прошла прослушивание у неё. Выступала в коллективе Зыкиной в 1983—1992 годах. За это время она стала лауреатом двух конкурсов: в 1985 году — дипломантом Всероссийского конкурса исполнителей народной песни и в 1990 году — лауреатом Всероссийского телерадиоконкурса исполнителей народной песни «Голоса России».
После ухода из коллектива Зыкиной Николаева начала сотрудничать с Сашей Цыганковым, с которым гастролировала по США. Записала альбом с Николаем Николаевичем Калининым, художественным руководителем оркестра имени Осипова.
В 1994 году был создан коллектив «Русская душа» в состав, которого вошли музыканты Александр Пивоваров, Евгений Широченков, Владимир Гришин и Людмила Николаева. В дальнейшем музыкантам присоединился балет, выступающий в концерте со своими отдельными номерами, которым руководил Андрей Пирогов (1962—2012). В 1995 году Николаевой присвоено звание «Заслуженная артистка Российской Федерации», в 2002 году — «Народная артистка Российской Федерации». В 2004 году распоряжением мэра Москвы ансамблю был присвоен статус Государственного учреждения культуры «Московский культурный центр народного творчества „Русская душа“ под руководством Людмилы Николаевой».

## Дискография[2]
- 1994 — «Не буди меня молоду!»
- 1995 — «Русская душа»
- 1997 — «Сирень цветет»
- 1999 — «Золотая ярмарка»
- 2001 — «Счастье»
- 2003 — «Нетронутая ягода»
- 2006 — «Недолюбила»
- 2006 — «Хмель с повиликой»
- 2010 — «Не догорай»
- 2013 — «Вот и вспыхнула калина»
- 2016 — «Россия жива»
- 2016 — «Эх, Россия»

## Клипы
- 1997 — «Сирень цветёт»
- 1998 — «Золотая ярмарка»
- 1999 — «Доля-долюшка»
- 2000 — «На старинном Варшавском вокзале»
- 2005 — «Облака»